# تاناهي
تاناهي هي مديرية نيبال، تقع في مديرية غانداكي، بلغ عدد سكانها 323,288  نسمة وذلك حسب إحصائيات سنة 2010.